# ピエロ・ソデリーニ
ピエロ・ソデリーニ（伊: Piero Soderini、1450年5月18日 - 1522年6月13日）は、イタリアのフィレンツェ共和国の政治家。
1450年、フィレンツェの名家に生まれた。ロレンツォ・イル・マニフィコを支持するメディチ派に属し、1493年にはフランス王国駐在大使に任命された。メディチ家追放に続くジロラモ・サヴォナローラの処刑のあと、1502年にフィレンツェ共和国の元首である正義の旗手に選ばれた。その任期は慣例を破って終身とされた。ソデリーニ政権で活躍したニッコロ・マキャヴェッリは、穏健路線をとるソデリーニの優柔不断さを歯がゆく眺めることもあった。
ソデリーニ政権は混乱するイタリアにあって、フィレンツェ共和国の独立維持とフィレンツェ共和国から独立したピサ再征服のために精力を傾け、フランス王国やスペイン王国、さらに教皇領、ヴェネツィア共和国、ミラノ公国、ナポリ王国などとの合従連衡を繰り返した。1509年、念願のピサ占領を果たしたが、1512年にはスペイン軍の攻撃によりフィレンツェは陥落し、ソデリーニは亡命し、メディチ家が復帰することになった。
その後、メディチ家出身のレオ10世はクロアチアに亡命していたソデリーニをローマに招きそばに置いた。フェレンツェへの帰国は許されず、1522年、ローマで死去した。